# Moulin à prières
Pour les articles homonymes, voir Moulin (homonymie).
Un moulin à prières (mani chuskor ou mani 'khor lo en tibétain) est un objet cultuel utilisé par les Tibétains pratiquant le bouddhisme.

## Description

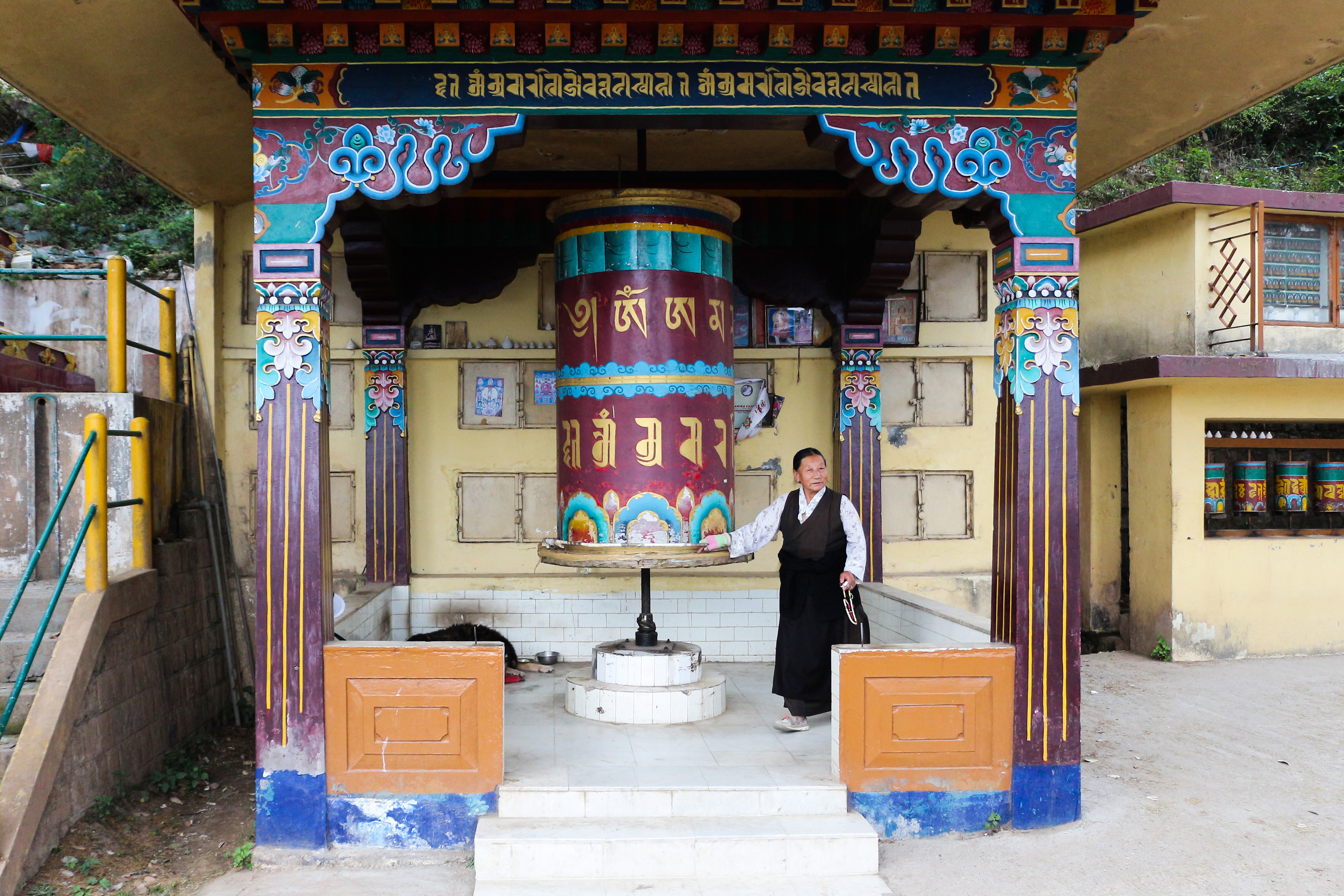
Moulin à prière à Dharamsala (Inde).

Le moulin à prières traditionnel est constitué d'un cylindre rempli de feuilles sur lesquelles sont écrits ou imprimés des mantras (formules incantatoires), et qui peut tourner librement autour d'un axe. Selon les croyances associées à ces moulins, les mettre en mouvement « active » le pouvoir du mantra et confère protection et acquisition de mérites (sanskrit: puṇya).
Le moulin à prières est habituellement de taille relativement petite, et on peut le prendre dans la main. Toutefois, il existe de grands moulins, fixés à un mur ou alignés dans une armature. De tels moulins sont mis en mouvement l'un après l'autre par les fidèles qui passent à côté d'eux. On fait tourner les moulins avec sa main droite. Et le moulin doit être tourné dans le sens des aiguilles d'une montre, afin que le mantra soit lu dans le sens où il a été écrit.

## Galerie

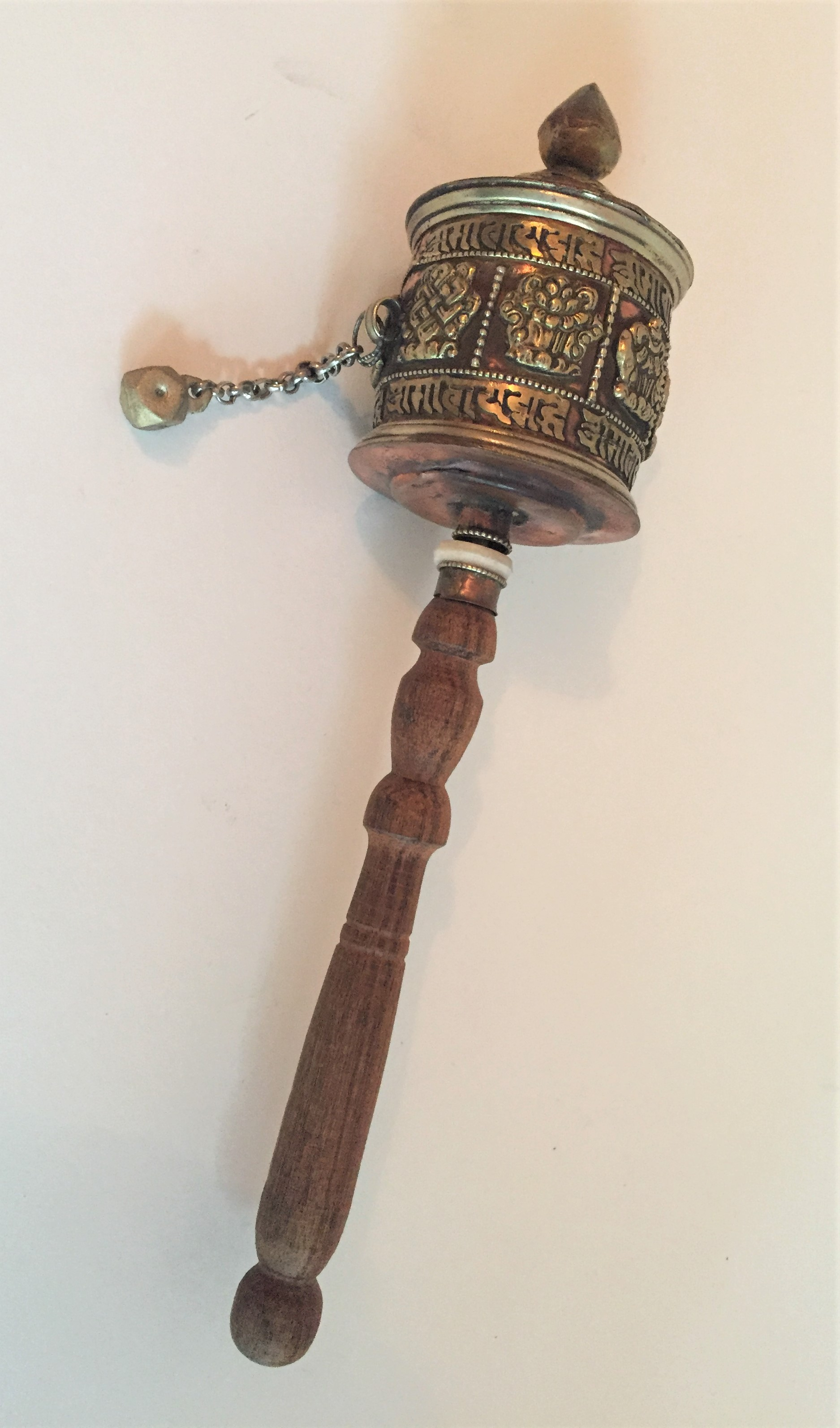
Le moulin à prières dans sa forme la plus courante.
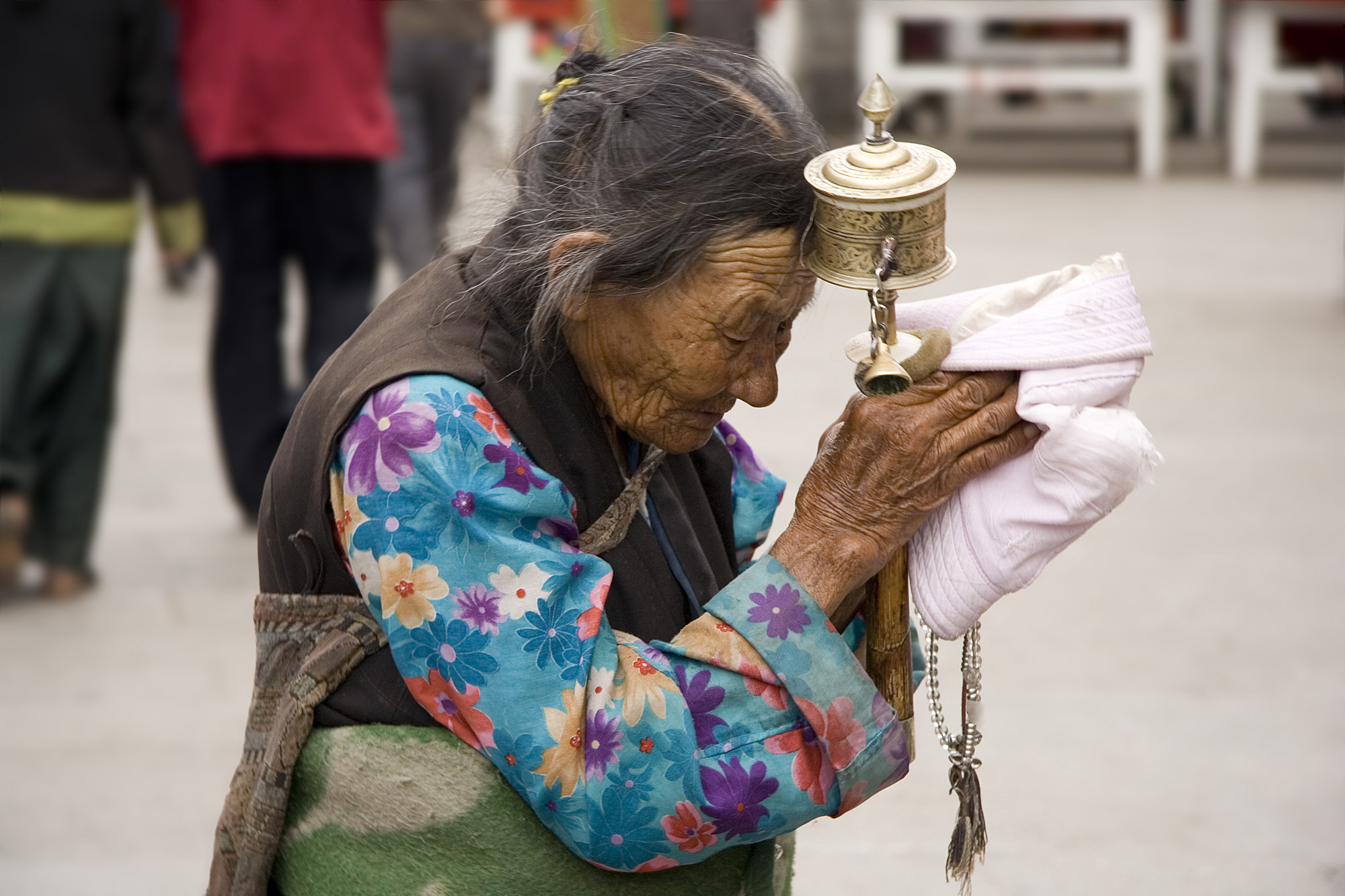
Pèlerine tibétaine avec un moulin à prières et un mâlâ lors du pèlerinage du Barkhor à Lhassa (Tibet).
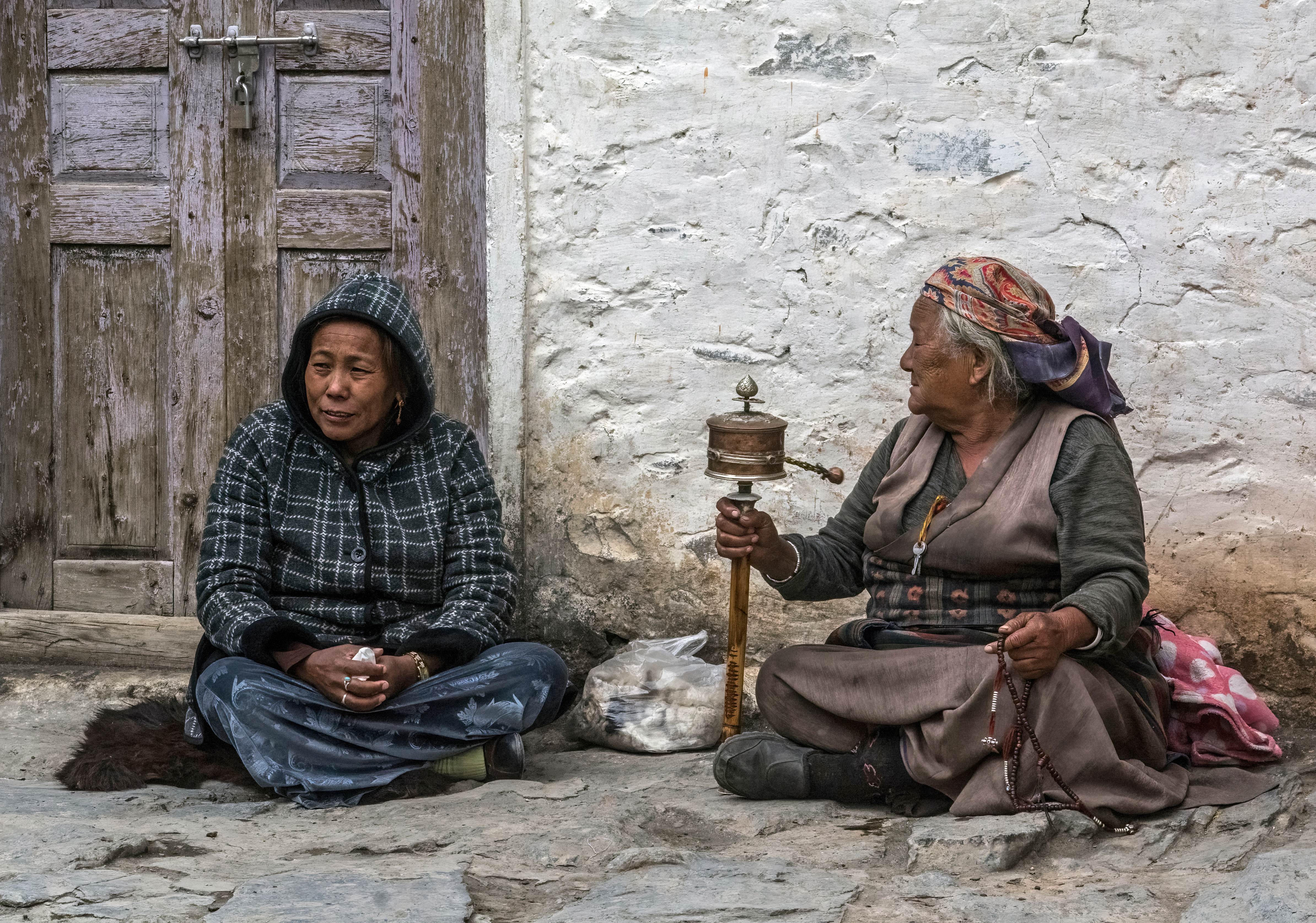
Népalaises. L'une d'elle tient de sa main droite un moulin à prières, et dans la gauche, un mâlâ.
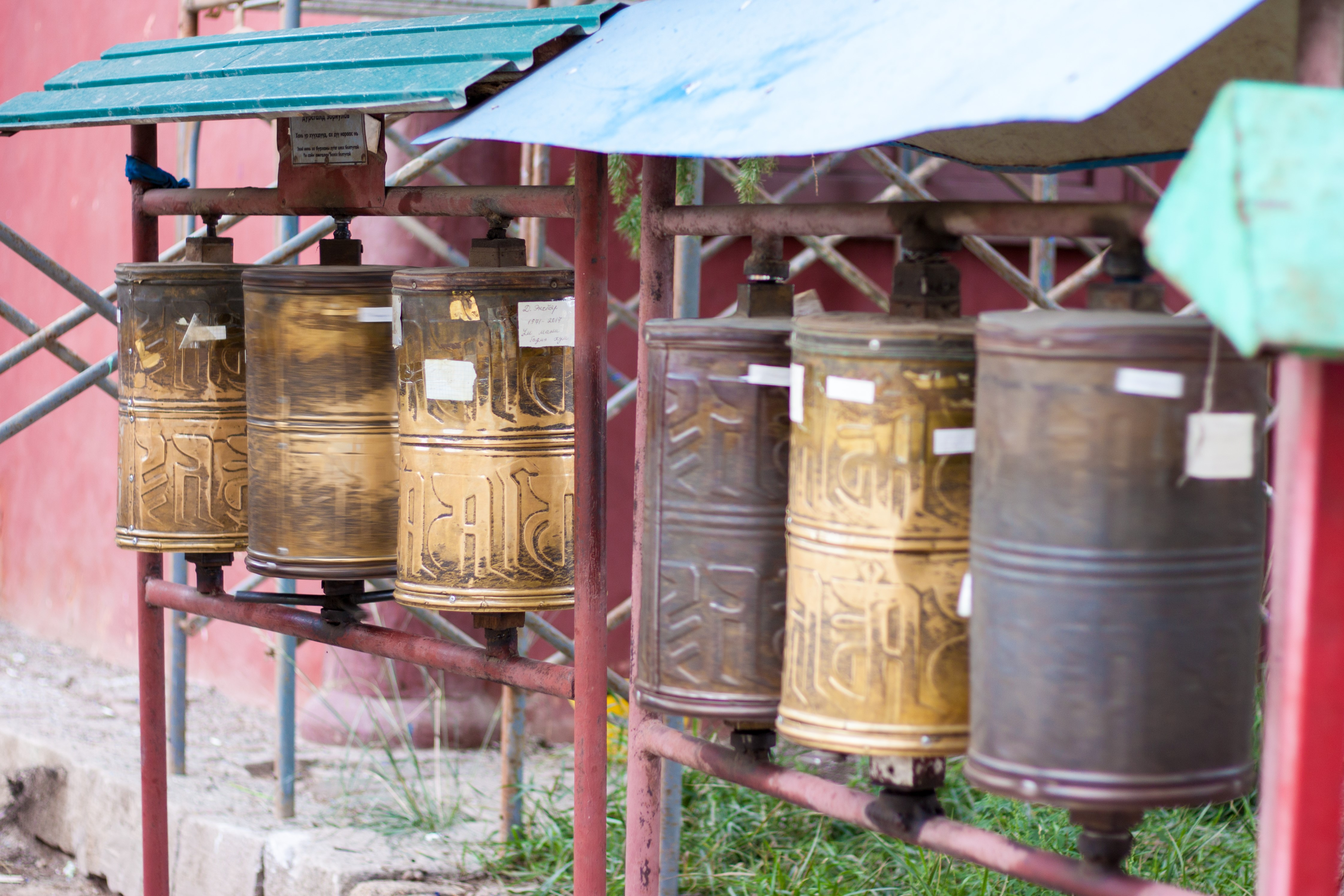
Moulins à prières du temple Vajradhara à Oulan-Bator (Mongolie).
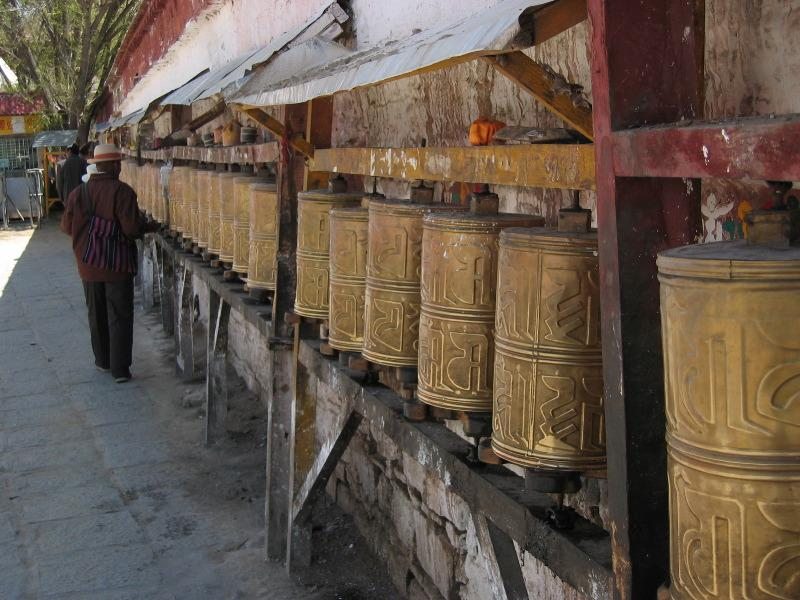
Moulins à prières à Samye.
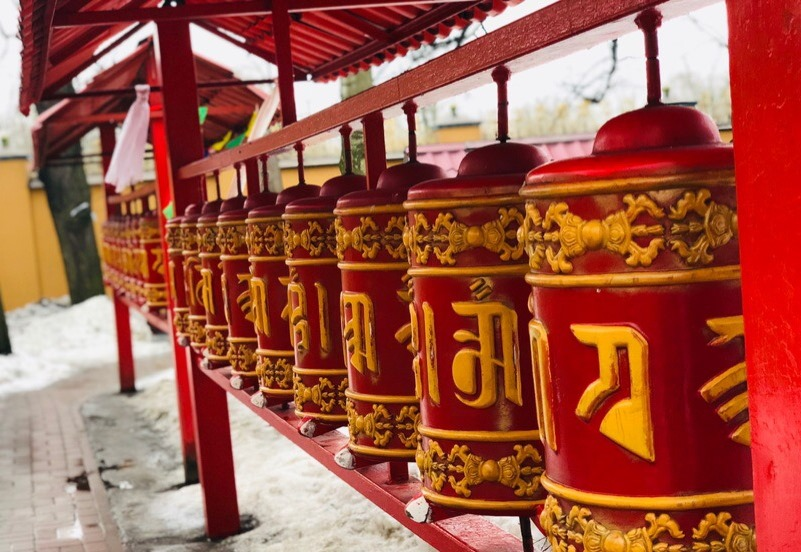
Moulins à prières dans le temple bouddhiste de Saint-Pétersbourg.
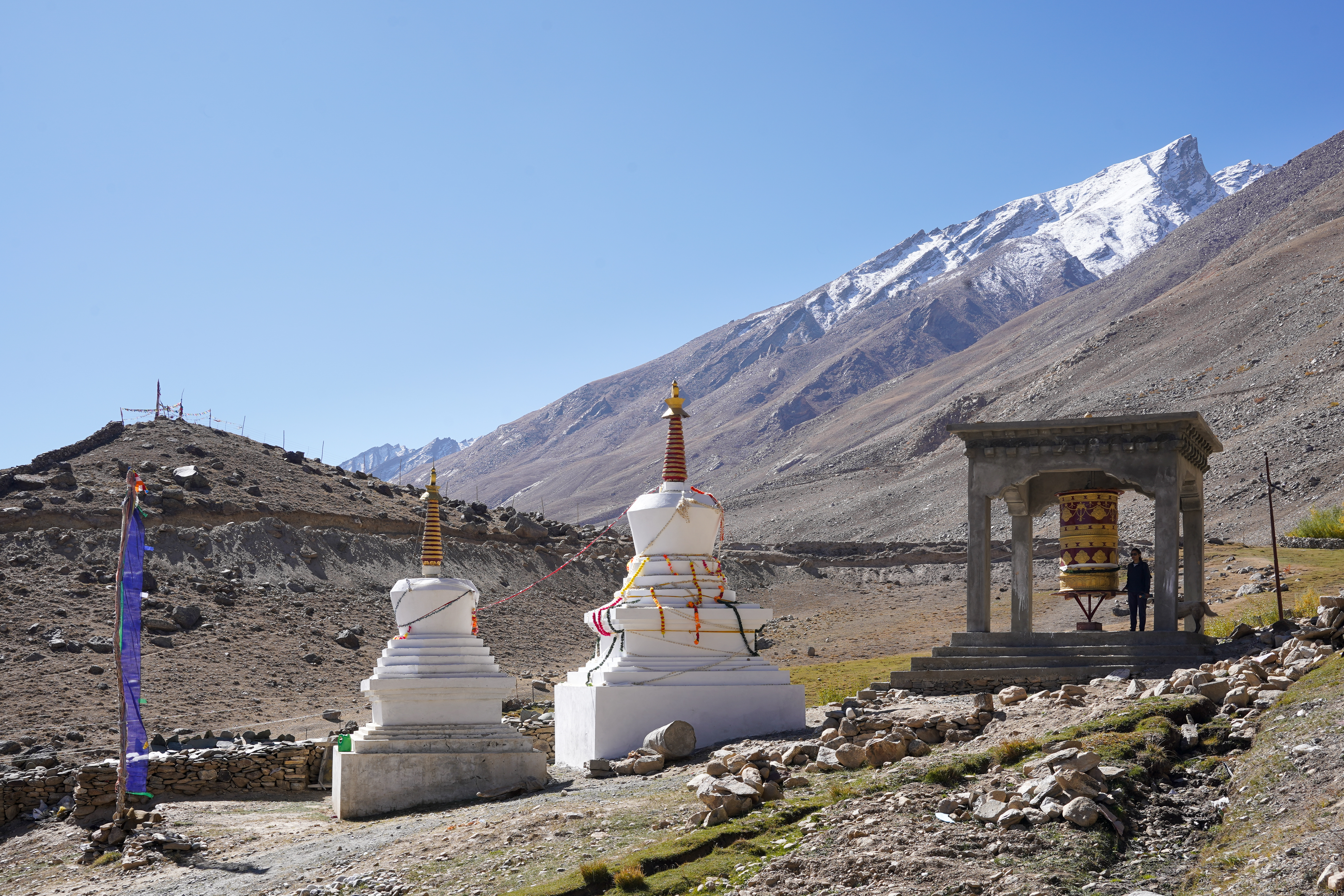
Moulin à prière, chörtens et drapeaux de prières du monastère Stakrimo. Padum (Zanskar).